# Арылах (озеро, исток Новой)
Арылах — пресноводное озеро на севере Красноярского края России, располагается на востоке полуострова Таймыр, в восточной части возвышенности Киряка-Тас, к юго-востоку от озера Кунгасалах и к северо-востоку от озера Портнягино.
Зеркало озера расположено на высоте 68,1 метров над уровнем моря. Площадь озера — 66,9 км². Площадь водосбора составляет 1460 км². Имеет округлую форму с большим заливом на севере, длина около 16,3 км, максимальная ширина в центральной части — 7,4 км.
В озеро впадает река Арылах-Юрях и несколько ручьёв. На юго-востоке вытекает река Новая, впадающая в Хатангский залив моря Лаптевых. Песчаные отмели в устье реки Новой, у западного и северного берега. Протокой Озёрной соединено с озером Кунгасалах н северо-западе, протокой Эльген — с озером Эльген на севере. Берега слабохолмистые (на севере возвышается холм высотой 116,8 м), покрытые тундрово-болотной растительностью. Берега сложены термокарстовыми породами. Преимущественный тип питания снего-дождевой.